# Metapsychologie
Die Metapsychologie (von altgr. meta „über, hinter, 'jenseits'“) ist das Kernstück der psychoanalytischen Theorie Sigmund Freuds und stellt im Allgemeinen eine technische Ausarbeitung seines Strukturmodells der Psyche dar, das den Organismus in drei seelische Instanzen untergliedert: das Es gilt als der Keim, aus dem sich das Ich und das ÜberIch entfalten. Angetrieben aus einer Energie, die Freud in direktem Bezug zum platonischen Eros als Libido bezeichnete – im Sinne eines universalen, kreativ werdenden Begehrens oder Verlangens –, ergänzen sie sich durch ihre spezifischen Funktionen auf ähnliche Weise wie die Organe eines Organismus oder Teile z. B. eines Mikroskops.
Im Speziellen bezeichnet Metapsychologie „eine Weise der Betrachtung, in der jeder seelische Vorgang nach den drei Koordinaten der Dynamik, Topik und Ökonomie gewürdigt wird“. Topik bezieht sich auf die räumliche Anordnung dieser Vorgänge, Dynamik auf ihre Bewegungen (Veränderlichkeit, auch in der Zeit) und Ökonomie auf das spätestens durch die äußere Quelle der Ernährung wieder aufzufüllende Reservoir der Energie (Libido). Diese Vorgehensweise, erörtert in Begriffen, deren abstrakte Bedeutung sich ebenfalls für die moderne Physik als unverzichtbar erwies, veranlasste Freud zu der Aussage, dass ihre einheitliche Darstellung es ermöglichen werde, das höchste Ziel der Psychologie erreichen, und zwar den Entwurf eines umfassend fundierten Modells der Gesundheit. Solch eine Vorstellung ist für das diagnostische Verfahren entscheidend, weil Erkrankungen – deren Behandlung und Prävention im Fokus aller ärztlichen Tätigkeit steht – erst im Kontrast oder als Abweichungen vom Zustand der Gesundheit zu erkennen sind. Biologische Phänomene bilden die empirische Basis der Metapsychologie. Die alle seelischen Prozesse durch ihr innewohnendes Begehren antreibende Energie stellt in gewissem Sinne eine teleologische These dar.
Diesen zentralen Teil seines Werkes hinterließ Freud künftigen Analytikern in einem unfertigen Zustand, da – wie er konstatierte – die zur Vollendung der Metapsychologie erforderlichen Wissensgebiete in der ersten Hälfte des 20. Jhdts. noch kaum entwickelten waren bzw. nicht existierten. Zu ihnen zählen vor allem die ethologische Primatenforschung sowie deren Ergänzung durch die Anthropologie, eher untergeordnet hingegen Genetik und Neurologie. Erkenntnisse aus ersteren beiden Gebieten erachtet Freud als notwendig sowohl für die Unterscheidung etwa der sexuellen von den sozial und geistig angelegten unter den Es-Bedürfnissen (s. Massenpsychologie; instinktive Gemeinschaftsbildung; bewusst errichtete politische Superstrukturen; Gründung von Systemen des Glaubens und Wissen), als auch für die Prüfung der von Darwin postulierten Urhorde, einschl. ihrer Abschaffung mittels Einführung der Monogamie (s. Totem und Tabu). Der Zusammenhang zwischen diesen verschiedenen Gebieten der wissenschaftlichen Forschung ist also ein metapsychologischer und in diesem Sinne maßgeblich für den psychoanalytischen Begriff der Gesundheit, den Freud in bestimmter Weise von dem der Physiologie differenziert.

## Begriffsbildung
Erstmals gebraucht Freud den Begriff Metapsychologie 1896 und 1898 in Briefen an seinen Freund Wilhelm Fließ. Die drei später unter ihm zusammengefassten Koordinaten hat er zuerst an den sozial-pathologischen Phänomenen des Widerstandes und der Übertragungsneurosen (Phobie, Konversionshysterie und Zwangsneurose) erörtert. Im Folgenden eine detailliertere Beschreibung.

Neuronales Netzwerk, gezeichnet von Sigmund Freud im Jahre 1895. Eingehende Nervenimpulse (siehe Pfeil) veranschaulichen die Dynamik, indem sie sich in topisch / räumlich getrennten Neuronen fortsetzen (vgl. Projektion). Unter Miteinbeziehung der Ökonomie ergibt sich daraus das neuronale Netzwerk unseres Gehirns, bzw. des gesamten Organismus (mit dem es u. a. hormonell- kommunikativ verbunden ist). Parallel repräsentiert der Gesamtorganismus die drei interagierenden Instanzen.

### Dynamik
Dynamik untersucht die Bewegung der biologischen Energie, die in und zwischen den drei seelischen Instanzen Ich, Es, Über-Ich wirkt. Die Energie selbst nannte Freud Libido, so ist es ihr immanentes Begehren, das die verschiedenen Funktionen und Inhalte der Seele aktiviert. Ihr Fundament, das Freud durch die Prinzipien und Phänomene der Evolutionsforschung zu klären sucht, gilt ihm als Sitz einer Reihe angeborener Bedürfnisse. Zusammengefasst in der Instanz des Es, setzte Freud dieses annähernd mit dem Unbewussten gleich, das Ich mit dem Bewusstsein und das Über-Ich mit dem Vorbewussten. Wird eines der Es-Bedürfnisse bewusst, spricht die Psychoanalyse von seiner libidonösen Besetzung (entsprechender Vorstellungen mit jener Energie), zugleich erfolgt der Wechsel von der Es- in die Ich-Instanz: das Lebewesen spürt ein Verlangen nach Nahrungsaufnahme, Wissbegierde, sozialer Interaktion oder Lustaustausch. Umgekehrt verhält es sich bei der sog.Verdrängung. Zur Initiation dieses Vorganges wehrt das Ich eines der Es-Bedürfnisse ab (meist aus Anlass einer traumatischen Erfahrung, ins ‚vorbewusste‘ Über-Ich verinnerlichten Strafdrohung); dadurch verlagert es sich vom System Bewusst zurück in das System Unbewusst.
Die Verdrängung eines Es-Bedürfnisses bedingt seine chronische Frustration und wird daher oft zur Ursache eines seelischen Leidens. Lust, im Gegensatz zur pathologischen Frustration, definiert Freud als Entspannung einer zuvor aufgebauten Unlust-Spannung; der Wechsel zwischen beiden Extremen stellt eine grundlegende Äußerungen derselben Libido-Energie dar. Durch diese Art der Betrachtung der triebenergetischen Dynamik führte Freud das Kriterium der Ökonomie in die Metapsychologie ein. Darüber hinaus verkörpert die libidinöse An- und Entspannung das sog. Lustprinzip, das Freud im Es verankert und durch die Fähigkeit des Ichs ergänzt, diese Dynamik in Anpassung an die Umgebung bewusst zu lenken (s. Realitätsprinzip). Die Notwendigkeit hierfür ergibt sich aus der regelmäßig lebensfeindlich beschaffenen Umwelt auf diesem Planeten (s. Darwin'scher Kampf um das Dasein). Dieser Sachverhalt – von dem die versorgende Mutter ihr Baby bis auf Weiteres abschirmt – erzwingt laut Freud nach und nach die Herausbildung des Ichs und damit das Vermögen, die Faktoren der sinnlich wahrgenommenen Umwelt bewusst in geeignete und ungeeignete zu unterscheiden. Je nach Ergebnis dieser als Denken bezeichneten Aktivität werden die Es-Triebe entweder auf einen besser geeigneten Zeitpunkt 'verschoben', oder aber ihrer Befriedigung direkt zugeführt. Beides leistet das Ich, da ihm schließlich auch die willentliche Steuerung des muskulären Apparates obliegt – etwa indem es den Gesamtorganismus zur Flucht vor einer Gefahr bewegt, in einen reifen Apfel beißen oder eine noch unbekannte Umgebung vorsichtig erkunden lässt. Auf diesem Wege macht – wie man sagt – das Lebewesen seine Erfahrungen, für deren neurosynaptische Verinnerlichung (Lern- und Prägungsvorgang) das Über-Ich zuständig ist, dem Ich seine künftige Versuche der Bedürfnisbefriedigung erleichternd.
Der Unterschied zum Vorgang der Verdrängung (s. o.) besteht dann darin, dass einem Ich, dem das Realitäts-Prinzip einwandfrei zu verwirklichen gelingt, die Es-Triebe jederzeit bewusst und zugänglich blieben. Dieser auch so genannte „Primat des Intellekts“ lenkt die Instinkte des Es in einem letztlich gemeinsamen Interesse (s. a. Reiter-Pferd-Gleichnis), so reagiert das gesunde Ich entgegenkommend auf die animalischen Anteile der menschlichen Seele.
Diese Verbindung zwischen Es und Ich nach Möglichkeit wieder herzustellen, sofern es infolge traumatisch geprägter Inhalte des Über-Ich zu einer pathogenen Abwehr und Verdrängung kam, ist das eigentliche Ansinnen der psychoanalytischen Therapie. Die Diagnose geht dieser methodologisch voran, und die Metapsychologie stellt die dafür notwendigen Begriffe zur Verfügung, indem sie sie definiert, erörtert und miteinander abstimmt.

### Topik
Topik umschreibt die von der Psychoanalyse prinzipiell geforderte Lokalisierbarkeit seelischer Vorgänge innerhalb des Organismus, d. h. die Beziehung von Psyche und Physis, 'Geist und Körper'. Gemeint ist damit jedoch eher die systematische Lokalisierbarkeit für jede der seelischen Instanzen spezifische Funktion (einschl. ihres Ineinandergreifens), als auch der Zusammenhang mit den verschiedenen Abteilungen (Organen) des zentralen Nervensystems. Die Repräsentation seelischer Prozesse durch die Verhältnisse der Anatomie blieb für Freud indes vorwiegend hypothetisch, da die zeitgenössische Neurologie nicht genügend entwickelt war, diesen Sinnes eindeutige Befunde zu erbringen. Sie wird jedoch ausdrücklich vorausgesetzt, indem der Autor von einem psychischen Apparat spricht, dem „räumliche Ausdehnung und Zusammensetzung aus mehreren Stücken“ zuzuschreiben und dessen „Schauplatz … das Gehirn (Nervensystem)“ sei. Zur Verdeutlichung der Verschiedenheit, aber auch der Gemeinsamkeit dessen, was die Begriffe bezeichnen, hebt Freud weiterhin hervor, dass die seelische Topik (nur) vorläufig nichts mit der anatomischen zu tun habe. Erstere beziehe „sich auf Regionen des seelischen Apparats, wo immer sie im Körper gelegen sein mögen und nicht auf anatomische Örtlichkeiten“. Freud verwendet daher konsequenterweise auch den Begriff Instanzen, um die Verwechslung mit den anatomischen Örtlichkeiten zu vermeiden.(a) Dem Begriff der Instanz wohnt auch eher der Charakter der Funktion inne, als dem der Topik, möge solche Örtlichkeit seelisch gemeint sein, oder bezogen auf das Gebiet der organischen Anatomie. Freud: „Die funktionale* Annahme hat hier die topische mit leichter Mühe aus dem Felde geschlagen.“ (Funktion in diesem Zusammenhang: Das, was beispielsweise die Ich-Instanz wesentlich leistet oder tut: wahrnehmen; bewusst denken; Einsicht gewinnen; Entscheidungen treffen, im Sinne der Es-eigenen Bedürfnisse).

#### Biologische Konzeption der Seele
Andere topologische Modellvorstellungen, z. B. die Feldtheorie (Kurt Lewin) oder der Integrationsraum (Thure von Uexküll), postulieren einen symbolisch gedachten Raum, in dem grundlegende Vorstellungskonzepte wie Körper, Geist, Seele, Gott und Umwelt (die Eltern des Kindes, später die herrschende Gesellschaftsordnung) zusammengefasst sind. Solche alternativen Modelle beinhalten an sich keine neuen Erkenntnisse, u. a. weil Freud die Begriffe „Es“ und „Seele“ synonym gebraucht. Freilich hielt er für erforderlich, seine Auffassung der Seele deutlich von den religiösen Konzepten zu unterscheiden, v. a., weil die grundlegende Annahme der Religionen unwissenschaftlich ist. Dass eine ‚individuelle Seele‘ bzw. zur bewussten Wahrnehmung fähige Instanz den Körper als ‚Geist‘ verlassen oder gar dessen Tod (molekularen Zerfall) überdauern könne, lässt sich nicht empirisch belegen; vielmehr stellt dies eine bloße Spekulation, illusionäre Hoffnung oder Befürchtung dar, gegen die insbesondere die Tatsache spricht, dass eine „Persönlichkeit“ schon infolge krankheitsbedingter Gehirnschäden vollständig zu erlöschen vermag, obwohl der Betroffene weiterhin ‚lebendig‘ bleibt. Damit erübrigt sich zwar nicht der Glaube an jenseitig erfolgende Belohnungen und Strafen, jedoch rechnet Freud ihn ins Gebiet der psychopathogenen Phänomene.
Im Gegensatz zu den religiösen Vorstellungen einer den Tod des Leibes überdauernden, Zwecks Bestrafung ihrer Sünden in der Hölle weiterlebenden oder auch zur Wiedergeburt in das diesseitige Leiden genötigten Seele (Reinkarnations-Theologie der Upanishaden), ist der Freud'sche Seelen-Begriff biologisch konzipiert, im Sinne einer organisch nicht auflösbaren Einheit von ‚Körper und Geist‘. Diese Ergänzung geht aus von der Libido, beginnt sich ab dem Moment der Ei-Befruchtung konkret zu entwickeln und setzt dies im Idealfall ohne Störung fort, so stellt das Es – als konzipiertes Ei – die Keimzelle des ‚geistigen‘ Ichs und des ‚körperlichen‘ Über-Ichs dar. Die Zuordnung der Körperlichkeit zum Über-Ich ist hierbei berechtigt und notwendig, da sich diese Instanz im erwachsenen Menschen eben durch jene Organe (Gehirnbereiche) repräsentiert, die von Natur aus darauf spezialisiert sind, die vom Ich teils selbst inszenierten Erfahrungen neurosynaptisch abzuspeichern, um sie bei Bedarf – meist unaufgefordert – erneut zur Verfügung zu stellen. Diese Funktion gewährleistet es, Handlungen, die einmal oder wiederholt als verletzend empfunden und als solche verinnerlicht wurden, nicht zu wiederholen, respektive die Befriedigung der Es-Bedürfnisse nach Möglichkeit zu optimieren. Insofern stellt das Über-Ich allgemein das Gedächtnis des Lebewesens dar, im Umfeld einer sozialen Konnotation auch sein Gewissen und sogar einen Zensor, da von traumatischen Erfahrungen Warnungen ausgehen, die das Ich hemmen können, sich der entsprechend besetzten Es-Bedürfnisse wieder bewusst werden. Was unbewusst bleibt (Phänomen der Verdrängung), kann das Ich nicht in Versuchung führen; so wird eine erneute Bestrafung (Wiederholung des Traumas) vom Über-Ich unterbunden.

#### Religionskritik
Vor dem Hintergrund dieser Betrachtungen entwickelte Freud sein berühmtes Argument gegen den religiösen Glauben: Diese Art Gottes-Auffassung verkörpere kein Prinzip, welches zuständig sei für die Naturgesetze und die sich aus ihnen ergebende Evolution des Kosmos einschl. der belebten Materie (s. u., Ontologie), sondern stelle lediglich den Superlativ der elterlichen Übermacht aus der Sicht des kindlich-abhängigen, auf die Zuwendungen seiner Bezugspersonen angewiesenen Ichs dar. Beim späteren Erwachsenen werde diese gefühlte Omnipotenz und Allwissenheit der Eltern von entsprechenden Inhalten des innerlich alle Regungen ‚überwachenden‘ Über-Ichs repräsentiert, indem sie vom Ich auf sehr ähnliche Weise Gehorsam fordern (Triebverzicht, Es-Verdrängung), wie einst die Erziehung. Die verinnerlichte Machthierarchie zwischen Kind und Eltern kommt topisch dadurch zum Ausdruck, dass das Ich solchen Inhalt seines Über-Ich auf den Himmel (über sich) projiziert.

#### Ontologischer Urgrund der Libido
Gegenüber Freuds Diagnose, dass das speziell den Vater überhöhende Wesen der Religionen sich auf eine allgemeine Menschheitsneurose mit impliziter Verweigerung einer reifen Haltung gegenüber der Realität reduziere, erhebt sich oft die Frage nach dem Kriterium dieses Urteils. War Freud ein Atheist, wie es die naturwissenschaftliche Ausrichtung seiner Modelle und Theorien nahelegt? Hat er womöglich mit dem Kern seiner Psychoanalyse selbst etwas erschaffen, gegen das sich sein religionskritischer Einwand anführen ließe, wonach man kein „Recht“ habe zu glauben, wenn bezüglich des Gegenstandes kein Wissen zur Verfügung steht? Dagegen spräche vielleicht das erkenntnistheoretische Argument, wonach es Annahmen gibt, die insofern aus dem Zusammenhang von Ursache und Wirkung herausfallen, als sich für die von ihnen postulierten Sachverhalte nicht ihrerseits eine Ursache angeben lässt. Der Versuch, die Ursache einer Ursache anzugeben, für die wiederum nach einer Ursache gesucht werden müsste usw., könne zwar unternommen werden, er hätte jedoch zum Ergebnis, dass sich die das Denken antreibende Energie im infiniten Regress sinnlos verzehrt. Dieser Ermunterung, dem endlosen Frageprozess durch die Definition einer ersten Ursache willentlich ein Ende zu setzen, das zum Anfang eines logisch schlüssigen Kausalnexus werden kann – wie beispielsweise die moderne Kosmologie aus der Singularität ‚vor‘ dem Urknall –, fügt Godehard Brüntrup ergänzend hinzu: Die Psychologie hat auch keine logische oder sinnlich unmittelbar einleuchtenden Evidenz für die Tatsache, dass Menschen ein Bewusstsein ('Geist') haben; trotzdem zweifelt sie nicht daran, dass es rational ist, dies zu glauben. Insofern existiert wohl ein Weg für das fundierte Schreiten vom Glauben zum Wissen. Derselbe erfolgt über die vom Ich aufgestellten Hypothesen, deren möglichen Wahrheitsgehalt es via Experiment prüft. Deckt sich dessen Ergebnis mit den ‚Vorhersagen‘ der Hypothese, wechselt sie zum Status einer Theorie. Diese Vorgehensweise ist den religiösen Glaubenssätzen infolge ihrer inhärenten Dogmatik verschlossen; an Jehova als Erstursache des Alls und des Dekalogs soll geglaubt werden – verbunden mit dem Versprechen einer jenseitigen Erlösung vom selbstverschuldeten Leiden –, jedoch darf der Gläubige dieses Konzept nicht hinterfragen. Während das Denken in Naturwissenschaft und -philosophe aufgrund der angeborenen Wissbegierde die Prüfung ihrer als Hypothesen postulierten Glaubenssätze fordert (Freud: „Konstanz liegt am Bodensee; wer's nicht glaubt fahre hin und seh'“), ist dieser geistige der Es-Triebe für die religiösen Dogmen ein Tabu – damit auch die Frage nach dem Wesen der für Freud erstursächlichen Libido, des energetischen Kerns der Psychoanalyse.

### Ökonomie
Die dritte Koordinate der Metapsychologie betrifft das Prinzip der Homöostase. Ähnlich wie bei der wirtschaftlichen Ökonomie handelt es sich dabei um das Streben nach Wahrung einer ausgeglichenen Bilanz zwischen dem im Dienste der Lebensprozesse stehenden Verbrauch der seelischen Energie und der Kompensation solcher Verluste u. a. auf den Wegen der Ernährung. Damit sind auch die Phänomene der Optimierung des Denkens und des Verhaltens, der Erschöpfung und der Erholung verbunden und stellt sich der Forschung die Aufgabe einer Mengenbestimmung der jeglichen seelischen Prozess antreibenden Lbido-Energie (Quantifizierung).(c)
Freuds Metapsychologie berührt mit der Frage nach dem Wesen dieser Energie die Kluft zwischen konkret Erfahrbarem (Empirie) und erkenntnistheoretischem Abgrund. Derselbe gründet auf der Annahme eines Prinzips, das zur einen Seite von einer ersten, per Definition nicht weiter hinterfragbaren Ursache repräsentiert ist (s. o.), anderseits aber von Freud als Kenner der Evolutionstheorie grundsätzlich in den kausalen Kontext zellbiologischer Prozesse gestellt wurde. Diese scheinen nun darauf ausgerichtet zu sein, sich möglichst effizient zu gestalten. Gemeint ist damit, dass den Organismen offenbar eine Tendenz innewohne, die Vergeudung der ihnen verfügbaren Energiemengen zu meiden, respektive ihr Verhalten und ihre Formen zu optimieren, beispielsweise in Hinblick auf die im Dienste der Sexualität stehende Schönheit und das mit ihr verbundene Gut der Stabilität gegenüber angreifenden Faktoren (s. Goldener Schnitt; die irrationalste aller Zahlen). Eine Teleologie diesen Sinnes bedeutet also nicht, dass ein Zustand maximaler Komplexität angestrebt würde, etwa in Gestalt des Menschen als klassische „Krone der Schöpfung“; das Ziel besteht unmittelbar immer in energetischer Optimierung, in direktem Bezug auf die jeweilige Umgebung. So bilden sich einst mit großem Aufwandt entwickelte Organe auch wieder zurück, sobald Arten in Ökonischen geraten, in denen sie sich als überflüssig oder weniger beansprucht erweisen: Höhlenfische ‚verlieren‘ im Laufe der Generationen ihre Augen, die die genetisch nahe verwandten Arten in den gewöhnlichen Gewässern weiterhin brauchen; das Gebiss der Gattung Homo wurde – im Vergleich mit dem der restlichen Menschenaffen – zunehmend schwächer, da bereits der Homo erectus über ein genügend stark entwickeltes Gehirn verfügt zu haben scheint, die Technik des Feuer-Machens zu beherrschen, respektive zu lernen, den Verdauungsapparat durch gegarte Nahrung zu entlasten.

#### Pathologie-Abteil der Psychobiologie
Übertragen auf die psychischen Phänomene der sog. Abwehr bis hin zur Verdrängung traumatisch besetzter Empfindungen ins Jenseits der Späre der bewussten Wahrnehmung schrieb Freud: „Die [Aufrecht-]Erhaltung einer Verdrängung setzt eine beständige Kraftausgabe voraus und ihre Aufhebung bedeutet ökonomisch eine Einsparung“ der sonst in den Verdrängungsakt investierten Energien. Diese Betrachtung des ökonomischen Prinzips geht von der Annahme aus, dass den Organismen für beliebige Aktivitäten nur begrenzte Energiemengen zur Verfügung stehen. Sind sie um die Tagesmitte erschöpft, können die Verluste zwar auf dem Wege der Nahrungsaufnahme ausgeglichen werden, dies ändere jedoch nichts am maximalen Quantum der verfügbaren Energien. Deren topische Verteilung und Verbrauch in den Stoffwechselprozessen sowie in und zwischen den psychischen Instanzen des Organismus stellt den objektiven Gesichtspunkt dieser Überlegungen dar, der subjektive besteht aus der „Tiefe“ oder „Schalheit“ der Erlebnisse. Solche Gefühle umschreiben den Eindruck der Vitalität, des „Sinns“ oder eben der öden, wenn nicht von neurotischer Strafangst geplagten Sinnlosigkeit einer jeweiligen Lebensführung, die sich nach der tagtäglich verfügbaren Energiemenge und ihrem entweder gesunden oder als gehemmt empfundenen Fluss richten muss.(b)

#### Das Objektivierungs-Problem
Während für die dynamischen und topischen Beziehungen relativ problemlos analoge Vorstellungen in der Physik zu finden sind, besteht zunächst gegenüber dem subjektiven Aspekt der Ökonomie (etwa dem Eindruck der vitalen Schönheit, den eine Person bei ihrem Betrachter hinterlässt) die Schwierigkeit, dass eine empirische Beweisführung hier deswegen aussichtslos scheint, weil solch Vorhaben nach allg. Verständnis den Prozess der wissenschaftlichen Objektivierung bezeichnet und somit dem Begriff der Subjektivität wenigstens nominell entgegengesetzt ist – wie man sagt: „Schönheit liegt im Auge des Betrachters“, nicht an den Proportionen seiner Gestalt gemäß dem Goldenen Schnitt... Auch hinsichtlich des als objektiv definierten Anteils aber herrscht keineswegs Einigkeit – nicht einmal anhand der allgemeingültig- oder spezifisch neopsychoanalytischen Intersubjektivitäts-Varianten –, ggf. wie sich das als Libido bezeichnete Reservoir an seelischer Energie „messen“ lässt, obwohl hierfür im Prinzip Einsteins Energie-Masse-Äquivalenzgleichung (E =mc²) zur Verfügung stünde, da das von der mittelalterlichen Theologie erzeugte Leib-Seele-Problem einer zwar körper-(masse-)losen, jedoch bewusstseinsfähigen Instanz durch Freuds Definition des Seelenbegriffs obsolet ist.

#### Hinab und herauf aus dem Nichts?
Zur größten Schwierigkeit nicht nur der Theoretiker innerhalb der Psychoanalyse wurde indes – so Lacan –, dass am Fundament der Freud'schen Theorie Erwägungen existieren, die die seelische Energie als nicht weiter hinterfragbare erste Ursache u. a. des bewussten Denkens selbst auffassen, das zudem eine aus ihr – ‚ex nihilo‘ – determinierte Daseinsbestimmung des Menschen und allgemein aller Lebewesen postuliert. Dieselbe verwirkliche sich sowohl auf dem Wege der Evolution, als auch auf dem ihrer zeitgerafften ‚Wiederholung‘ im befruchteten Ei (Phylogenese -> Ontogenese), worauf ab der Geburt eine wiederum in mehrere Abschnitte untergliederte Entwicklung der Seele folgt: die orale, die anale und die genitale Phase.
Dieses Konzept ist nicht neu in der abendländischen Philosophiegeschichte; bereits Aristoteles vertrat eine analoge Lehre der ‚phylogenetischen‘ und individuellen Entwicklung – in seinen Begriffen: die vegetativ-passive (Nahrung nur empfangende), die animalisch-aggressive (eigenwillig durchsetzungsfähige) und die eigentlich menschliche Phase, welche denkend zu urteilen vermag und imstande ist zur bewussten Selbstbeherrschung der ‚pflanzlichen‘ Begierden und animalischen Impulse. Dies entspricht dem Freud'schen Primat des Intellekts (Forderung des Realitäts-Prinzips) und führt in der Antike zur Definition des Menschen als Zoon Politikon: das einzige unter allen Tieren, welches aufgrund seiner natürlichen Bestimmung imstande sei, mit seinen Feinden „Verträge“ zu vereinbaren: Waffenruhe, Handelsabkommen usw. Wer nicht teilhat an der Politik (so Aristoteles) ist entweder Mitglied einer anderen Art von Tieren oder ein Gott. Zur Gegenprobe: „Der Krieg der Schimpansen“.
Auch die Daseinsbestimmung, die Freud unter der Bedingung des Einverständnisses Seitens seiner Leser als teleologisch konzipiert umschreibt, wurde bereits von Aristoteles erörtert (s. Entelechie, seine vom Unbewegten Beweger ausgehende Seelenlehre) – eine Diskussion, die in seinem Werk unter dem Titel Metaphysik. zusammengefasst ist. Dabei handelt es sich um ein Forschungsgebiet, in dem sich der menschliche Geist mit der Beziehung zwischen den ihm fassbaren Dingen und dem Unfassbaren befasst, wie bereits Anaximander einige Jahrhunderte vor Aristoteles: sein Apeiron scheint eine nicht vorstellbare Quelle aller vorstellbaren Dinge zu bezeichnen, die zugleich deren Ziel ist, die zwar nenn- aber gedanklich nicht fassbare Zweck-Ursache allen materiell fassbaren Geschehens. In diesem solch’ noumenal-unfassbare Instanz mit den dimensional-vorstellbaren Phänomenen auf minimalistisch elegante Weise verknüpfenden Themenkreis mögen wiederum stark subjektiv gefärbte Anteile seitens der jeweiligen Autoren eine maßgebliche Rolle spielen. Jedenfalls wirft der teleologische Aspekt der Freudschen Metapsychologie die philosophisch-erkenntnistheoretisch bedeutsame Frage auf, ob das Postulat der Libido als eine noumenal-apeironale Energie, die das phänomenal-messbare Geschehen im seelischen Apparat bedingt, wenn nicht sogar dessen Da-Sein, überhaupt objektivierungsfähig ist, respektive, was eigentlich die Tätigkeit des Objektivierens bedeuten soll oder kann.

#### „Triebverzicht“ – Preis der moralischen Sittlichkeit
Von der Libido ausgehend – die ‚erste Ursache‘ der Freud’schen Seele, der ‚unbewegte Beweger‘ ihrer triebenergetischen Dynamik und topischen Struktur – lassen sich ihre ökonomischen Kontexte am ehesten über die Frage erschließen, welchen ‚Nutzen‘ oder ‚Sinn‘ die durch Abwehrvorgänge gekennzeichneten Krankheitsprozesse an ihrem oftmals in früher Kindheit gelegenen, seither der Verdrängung anheim gefallenen Anfang hatten. An diesem stehen nach Freud Konflikte mit den sich gut gemeint traumatisierend verhaltenden Bezugspersonen, d. h. deren Bestreben, das Kind zum Verzicht auf bestimmte der Es-Bedürfnisse zu bewegen, um aus ihm ein wertvolles Mitglied der jeweiligen gesellschaftlichen Ordnung zu machen; so bestand der ‚Nutzen‘ der Verdrängung allgemein ausgedrückt darin, dass sie es ermöglichte, die nun mit Angstempfindungen konditionierten Bedürfnisse vom Bewusstsein fernzuhalten, um sich anstelle der vorherigen Ablehnung des Wohlwollens der Bezugspersonen zu versichern. Dies geht mit einem Stau der ins Unbewusste abgewehrten Triebe einher und mündet somit in den Versuch, ihre Energien in weniger problematische Bahnen umzulenken. Durch diese als Kompensation bezeichnete Umverteilung der seelischen Energien – deren Abtrennung vom instinktiven Lustverhalten, hin zum Ersatzverhalten der sog. Unlust-Vermeidung – soll, nun unter krankhaften Bedingungen, ein neues energetisches Gleichgewicht zwischen den verschiedenen Instanzen hergestellt werden. Die Aufrechterhaltung eines solchen Gleichgewichts, gegenüber und in Bezug auf den Druck der jeweils herrschenden Normen (Dekalog, säkuläre Verfassungen), wird dann entscheidend für den sich daraus ergebenden Zustand der sogenannten relativen Gesundheit – u. a. einer Art Selbstwertgefühl trotz Triebverzicht und dem damit verbundenen Leiden –, wobei sich nach Freud „Gesundheit eben nicht anders beschreiben läßt als metapsychologisch“.
Abgesehen von dem pädagogisch bezweckten, sonst anhand Strafgesetzgebung geförderten Wohlverhalten im Sinne der jeweiligen Gesellschaftsordnung, Wert- und Glücksvorstellungen, zählen zu den kompensatorischen Phänomenen auch die besonderen Formen der Logik, die sich in der Ironie, der Komik, dem Humor, der Naivität oder ganz allgemein in den Techniken des Witzes finden (s. a. Zur Psychopathologie des Alltagslebens). Umgekehrt handelt es sich bei den sog. Fehlleistungen (sprachlichen und sonstigen Entgleisungen des Verhaltens) um ein dekompensatorisches Phänomen, insofern sich hierbei der Es-Wille gegen den Druck der Verdrängung durchsetzt und gerade dann zum „Vorschwein“ kommt, wenn es dem wohlerzogenen Ich am wenigsten behagt, für die psychoanalytische Lehre und Kur aber desto aufschlussreicher ist. Dies gilt auch für die Methode der Freien Assoziation, die die Klienten dazu auffordert, den Widerstand oder Verdrängungsdruck seitens des moralisch geprägten Über-Ich(Gewissen)s willentlich (dekompensatorisch) zu überwinden. Das tragende und gemeinsame psychologische Merkmal dieser Art sprachlich, mimisch oder durch andere Aktionen bewusst oder versehentlich zum Ausdruck gebrachten Inhalte und des Unterschiedes zwischen gesundem und pathogenen Verhalten (Denken, Empfinden) konzentriert sich in der ökonomischen Koordinate.

## Entwicklung der Metapsychologie
Wie jeder sorgfältig arbeitende Wissenschaftler hat Freud am Entwurf seiner Theorien Änderungen vorgenommen, sobald er realisierte, dass die Logik ihrer von ihm bis dato als gültig erachteten Form nicht frei von Widersprüchen oder vermeidbaren Umwegen war. Dieser intellektuelle Prozess besteht aus der logischen Verknüpfung verschiedener Inhalte, unterliegt seinerseits, wie alle psycho-physiologische Dynamik, dem Prinzip der energetischen Optimierung (Widersprüche kosten Energie, leisten jedoch nichts) und wird umgesetzt durch die Behebung festgestellter Diskrepanzen zwischen ‚Theorie‘ und Praxis, hypothetischen Postulaten und Einzelheiten der empirisch-experimentellen Betrachtung.

### Der Lebens- und Todestrieb-Antagonismus
Vor diesem Hintergrund entwickelte Freud nach der ersten, der Libidotheorie, eine zweite (die Narzissmustheorie) und dann eine dritte, die Theorie der Lebens- und Todestriebe. Beide sind der Libido gleichermaßen immanent, sie wirken aber antagonistisch: der Todestrieb bzw. Thanatos hat einen ‚zersetzenden‘, analytischen Effekt (gleichviel, ob auf ein einverleibtes Beutetier oder komplexe Vorstellungen), der Lebenstrieb Eros hingegen wirkt integrativ, synthetisch: Die geeigneten, eigentlich ‚vom Eros‘ begehrten unter den Bestandteilen eines verdauten Nahrungsmittels werden in den Organismus eingebaut, seinem Wachstum, seiner Regeneration oder Reproduktion dienend.

#### Eros und Thanatos – Fokus Traumdeutung
Analog also im geistigen Bereich, bei den dort aufgrund ihrer Komplexität als noch unverdaulich empfundenen Phänomenen bzw. Sachverhalten: Kunstwerken; biologischen Lebensformen, Kosmische Ereignisse u.d.g. Die Vorstellungen, die z. B. auch einen umfangreich von ihm selbst und einer starken Brille handelnden Traum im Bewusstsein des Analytikers abbilden, werden von seinem Ich in ihre insofern simpleren Bestandteile zerlegt – in diesem Fall zu den einzelnen Symbolen des Traumes –, diese jeweils gesondert untersucht, indem es ihren Inhalt anhand der ins Vor- und Unbewusste willentlich zurücktauchenden Freien Assoziationen des Träumers weiter sondiert, und schließlich auf jetzt dialektisch Schritt um Schritt nachvollziehbare Weise wieder zusammengesetzt. So mündet die Analyse in eine Synthese im Sinne der hypothetischen Botschaft des Unbewussten des Träumers, eine versuchsweise Interpretation bzw. - Traumdeutung, die ihm der Analytiker zur seinerseits Ich-bewussten Prüfung vorlegt, wünschend, er werde eines Irrtums überführt.

### Pausieren der Metapsychologie
Dieser an eigenen wie fremden Träumen vielfach erprobte Weg des spezifisch psychoanalytischen Forschens bis zurück an das abstrakte und offenbar nicht mehr weiter zerlegbare Prinzip zweier sich ergänzender Aspekte derselben Energie, führte schließlich, wie Freud in seiner Selbstdarstellung schreibt, zum „Versuch einer Metapsychologie. Ich nannte so eine Weise der Betrachtung, in der jeder seelische Vorgang nach den drei Koordinaten der Dynamik, Topik und Ökonomie gewürdigt wird, und sah in ihr das äußerste Ziel, das der Psychologie erreichbar ist. Der Versuch blieb ein Torso, ich brach nach wenigen Abhandlungen (Triebe und Triebschicksale — Verdrängung — Das Unbewußte — Trauer und Melancholie usw.) ab und tat gewiß wohl daran, denn die Zeit für solche theoretische Festlegung war noch nicht gekommen“. Gesammelte Werke: XIV, 33-96, 1924.

### Wiederaufnahme
Dieser Begründung zum vorläufigen Abbruch der Metapsychologie liegt die Feststellung wichtiger damals noch fehlender wissenschaftlicher Entwicklungen zugrunde. Weder existierten – wie Freud noch einmal in Der Mann Moses anmerkt – fundierte Beschreibungen zum Verhalten unserer primatischen Verwandten (anhand solcher Dokumentationen lässt sich sein als Darwinsche Urhorde bezeichnetes Modell des naturgemäßen Zusammenlebens ggf. korrigieren), noch bot die zeitgenössische Neurologie genaueres über die Funktionen der verschiedenen Bereiche des menschlichen Gehirns. Die Erkenntnisse beispielsweise, dass der Frontallappen von der organischen Topologie her der Ort ist, in dem mit der Sozialität die höchsten Formen des Ich-bewussten Denkens Gestalt nehmen, während die limbischen Gehirnbereiche darunter offenbar auf das dauerhaft wiederabrufbar bleibende Einprägen der Erfahrungen spezialisiert sind (funktionaler Aspekt des Über-Ichs), stellen erst Befunde jüngster neurologischer Forschungen dar.
Nicht viel älter ist weiterhin die Entdeckung, dass die Lebensform unserer nächsten evolutionären Verwandten keinen überstarken Urvater mit seinem Harem aufzuweisen hat (wie Freud in Totem und Tabu postulierte und in der Massenpsychologie einer Nachbeurteilung unterzieht), sondern aus zwei Gruppen der erwachsenen Geschlechter einschl. einer großen Kindergemeinschaft aller Altersstufen besteht. Siehe z. B. in Der Schimpansenkrieg von Gombe. Somit existiert ein erstes tragfähiges Indiz, das es ermöglichen würde, die Darwinsche Urhorde probehalber durch ein ethologisch fundiertes Hordenmodell zu ersetzen. Ein Befund, der möglicherweise als Beweis dieser These gelten kann, stammt aus der Kognitiven Archäologie: siehe Colin Renfrews Annahme, dass es „egalitäre Gruppen“ gewesen seien, die die Megalith-Kulturen erschufen. Diese Hypothese begründet er mit seiner Interpretation des Inhaltes der über Jahrhunderte hinweg kontinuierlich genutzten großen megalithischen Gemeinschaftsgräber: durchschnittlich 8 verstorbene Frauen und 9 Männer pro Generation, die darin ohne erkennbare Rangunterschiede beigesetzt wurden. Solche auf die Mentailität der Lebenden schließen lassende Bestattungsgewohnheit stehe im Gegensatz zu den auf eine starke Machthierarchie hindeutenden Gräbern für Einzelherrscher (beispielsweise die Pyramiden der Pharaonen).

### Die Zukunft der Illusionen
Seit Freud wurden verschiedene Metapsychologien entwickelt. Auch, wenn es ihnen gelingen sollte, der Freudschen Metapsychologie Befunde der angedeuteten Art im Sinne ihrer Vollendung zu integrieren, läge damit noch keine empirisch vollgültige Theorie einer Umschreibung dessen vor, was die psychische Gesundheit des Homo sapiens charakterisiert. Das ökonomische Kriterium impliziert wie gesagt den Faktor der hochindividuellen, subjektiven Einschätzungen bezüglich des „Sinns“ oder der leidensvollen Sinnlosigkeit einer jeweiligen Lebensführung. Demnach stellt die Metapsychologie ein Konzept dar, das vorerst rein hypothetisch therapeutisch wirksam ist. Ein System, das naturwissenschaftliche Befunde möglichst umfassend miteinbeziehen soll und dessen Terminologie es ermöglicht, psychoanalytisch zu denken: über die betreffenden Sachverhalte zu kommunizieren, sie kritisch zu hinterfragen. Insbesondere lässt sich einem Klienten der Nutzen und Sinn einer von seinem vormals kindlichen Ich vorgenommenen Verdrängung zur Diskussion vorlegen, damit er diesen bislang unbewussten Vorgang einer nachträglichen Beurteilung unterziehe und ggf. korrigiere. Dieser Beschreibung Freuds schließt sich u. a. Dahl an (siehe PSYCHE, 67, 2013).